# A Rose For the Apocalypse
A Rose For The Apocalypse es el quinto álbum de estudio de la banda gótica sueca Draconian, editado bajo la etiqueta Napalm Records. Fue lanzado el 23 de junio de 2011. Fue el último álbum interpretado por Lisa Johansson antes de su salida de la banda.

## Lista de canciones
- 1. The Drowning Age
- 2. The Last Hour Ancient Sunlight
- 3. End of the Rope
- 4. Elysian Night
- 5. Deadlight
- 6. Dead World Assembly
- 7. A Phantom Dissonance
- 8. The Quiet Storm
- 9. The Death of Hours
- 10. Wall of Sighs (Bonus Track)

## Personal
- Anders Jacobsson - vocales
- Lisa Johansson - vocales
- Johan Ericson - guitarra
- Daniel Arvidsson - guitarra
- Fredrik Johansson - Bajo
- Jerry Torstensson  - Batería, Percusión